# Andreas Kron
Andreas Kron, né le 1er juin 1998 à Albertslund, est un coureur cycliste danois.

## Biographie
Au second semestre 2019, il se classe huitième du Tour d'Alsace.
Au mois d'août 2020, il se classe deuxième du championnat du Danemark de cyclisme sur route. Il s'adjuge la dernière étape du Tour du Luxembourg le mois suivant.

## Palmarès et résultats

### Palmarès par année
- 2015
  - 2e du Youth Tour
- 2016
  - Grand Prix Général Patton :
    - Classement général
    - 1re étape

  - Classement général du Keizer der Juniores
  - 2e du Youth Tour
- 2017
  - 2e du Grand Prix Herning
  - 2e du Randers Bike Week
- 2018
  - 3e étape de la Flèche du Sud
  - 3e du championnat du Danemark du contre-la-montre par équipes
- 2019
  - 2e étape de l'Orlen Nations Grand Prix
  - 2e de l'Orlen Nations Grand Prix
  - 5e du championnat du monde sur route espoirs
- 2020
  - 5e étape du Tour de Luxembourg
  - 2e du championnat du Danemark sur route
- 2021
  - 1re étape du Tour de Catalogne
  - 6e étape du Tour de Suisse
- 2022
  - 3e du Grand Prix du canton d'Argovie
- 2023
  - 2e étape du Tour d'Espagne
  - 3e du championnat du Danemark de cyclisme sur route
  - 4e de l'Amstel Gold Race
  - 9e du championnat d'Europe sur route
  - 10e des Strade Bianche
  - 10e du Tour de Lombardie

### Résultats sur les grands tours

#### Tour de France
1 participation
- 2022 : 73e

#### Tour d'Espagne
3 participations
- 2021 : 68e
- 2023 : 67e, vainqueur de la 2e étape
- 2024 : non-partant (7e étape)

### Classements mondiaux
| Année                                 | 2017  | 2018  | 2019 | 2020 | 2021 | 2022 | 2023 | 2024 |
| ------------------------------------- | ----- | ----- | ---- | ---- | ---- | ---- | ---- | ---- |
| Classement mondial                    | 1221e | 1062e | 325e | 160e | 244e | 164e | 48e  | 672e |
| UCI Europe Tour                       | 778e  | 663e  | 267e | 132e | 208e | 134e | 40e  | nc   |
|                                       |       |       |      |      |      |      |      |      |
| Légende : nc = non classéSource : UCI |       |       |      |      |      |      |      |      |